# Le Fresne-Poret
Le Fresne-Poret är en kommun i departementet Manche i regionen Normandie i norra Frankrike. Kommunen ligger i kantonen Sourdeval som tillhör arrondissementet Avranches. År 2022 hade Le Fresne-Poret 222 invånare.

## Befolkningsutveckling
Antalet invånare i kommunen Le Fresne-Poret
| Referens: INSEE |